# ساوینیانو سول روبیکونه
ساوینیانو سول روبیکونه (به ایتالیایی: Savignano sul Rubicone) یک کومونه در ایتالیا است که در استان فورلی-چزنا واقع شده‌است. ساوینیانو سول روبیکونه ۲۳٫۲ کیلومتر مربع مساحت و ۱۶٬۹۹۱ نفر جمعیت دارد و ۳۲ متر بالاتر از سطح دریا واقع شده‌است.